# Об'ємний гідродвигун
Об'ємний гідродвигун – це об'ємна гідромашина, призначена для перетворення енергії потоку рідини в енергію руху вихідної ланки.
За характером руху веденої ланки об’ємні гідродвигуни поділяються на три класи: 
- гідроциліндри зі зворотно-поступальним рухом веденої ланки;
- гідродвигун з безперервним обертанням веденої ланки;
- поворотні гідродвигуни з обмеженим кутом повороту веденої ланки.

Вихідною ланкою гідроциліндра (пневмоциліндра) є шток чи плунжер,
вихідною ланкою поворотного гідродвигуна (пневмодвигуна) та гідромотора (пневмомотора) є вал. Вихідною ланкою
об’ємного гідродвигуна (пневмодвигуна) може бути корпус
об’ємного гідродвигуна (пневмодвигуна), якщо шток, плунжер чи вал закріплено нерухомо. Під робочою ланкою об’ємного гідродвигуна (пневмодвигуна) розуміють характерну деталь чи групу деталей, що разом з іншими утворюють робочу
камеру та рухають вихідну ланку об’ємного гідродвигуна (пневмодвигуна).